# Lysimachia ovatifolia
Lysimachia ovatifolia är en viveväxtart som beskrevs av W.L. Sha. Lysimachia ovatifolia ingår i släktet lysingar, och familjen viveväxter. Inga underarter finns listade i Catalogue of Life.